# トポロジカル絶縁体

トポロジカル絶縁体における理想化されたバンド構造。

トポロジカル絶縁体（トポロジカルぜつえんたい、英: topological insulator）とは、物性物理学において、伝導状態に関して従来の金属と絶縁体という分類ができず、トポロジーという数学的な概念を適用することで伝導状態が理解される物質。 

## 一般的
トポロジカル絶縁体（英: topological insulator）とは、物質の内部は絶縁体でありながら、表面は電気を通すという物質である。ペンシルベニア大学のチャールズ・L・ケーンらにより2005年に提唱され、2007年ヴュルツブルク大学が確認した。また2011年には大阪大学・名古屋大学がトポロジカル超伝導体候補物質を発見した。命名の由来は電子の様子を表す数式の解析にトポロジーが使われているからである。
この物質がそのような性質を持つのは、1937年に提唱されたマヨラナ粒子として電子が活動しているのではないかという推測がある。この物質の表面が電気を通す条件には、不純物や格子欠陥などの影響を受けず、境界条件だけが影響する。安定した電子の素粒子的挙動から、量子コンピュータ実現の鍵になるかもしれないという期待がある。
笠真生と古崎昭の二人は、A.P.Schnyderと.W.Ludwigとの共同研究により「トポロジカル周期表」を完成し、3次元のトポロジカル超伝導体の存在を予言し実際に存在することを示した功績により2015年度仁科賞を受賞した。
2016年に半金属ビスマスがトポロジカル物質であることが解明された。

## 専門的
トポロジカル絶縁体（英: topological insulator）とは、バルク部分は絶縁体であるが物質界面は導電性を示す時間反転対称性と自明なトポロジカル秩序を有する物質のことである。通常のバンド構造の絶縁体も、導電性、表面準位を保持することが可能であるが、トポロジカル絶縁体は粒子数の保持と時間反転対称性によってSPT秩序という特有の性質を持つ。